# Bart vs. Thanksgiving
"Bart vs. Thanksgiving" är avsnitt sju från säsong två av Simpsons. Avsnittet sändes på Fox i USA den 22 november 1990, vilket är samma datum som Thanksgiving var det året. I avsnittet förstör Bart sin systers bordsdekoration till Thanksgivingmiddagen, så han skickas upp på rummet utan mat och rymmer. Bart blir snart hungrig och äter sin middag på ett härbärge sedan han träffat två hemlösa. I härbärget blir Bart filmad av ett TV-team från nyheterna. Då familjen ser Bart på nyheterna inser de att han har rymt och familjen blir orolig över honom. Avsnittet skrevs av George Meyer och regisserades av David Silverman. Avsnittet innehåller fler kulturella referenser som Macy's Thanksgiving Day Parade, Allen Ginsberg, Jack Kerouac och Edgar Allan Poe.

## Handling
Det är Thanksgiving och Lisa har gjort en bordsdekoration. Då hon ska placera den på bordet börjar Bart bråka med henne över placeringen av dekorationen och råkar kasta den in i brasan och den brinner upp. Alla i familjen blir då arga på Bart och han blir skickad på rummet utan middag tills han ber om ursäkt, vilket han vägrar. Bart rymmer därför med Santa's Little Helper. Bart börjar bli hungrig då han är ute på stan och han träffar på två uteliggare som tar med sig Bart till härbärget där han får gratis mat. När Bart är där träffar han på ett TV-team som intervjuar honom. Familjen ser intervjun på TV-nyheterna och de inser att Bart har rymt och inte stannat på rummet. De ringer polisen som inte hittar Bart eftersom han lämnat härbärget. Bart har bestämt sig för att gå hem men då han inser att familjen kommer att skälla på honom då han kommer hem klättrar han upp i trädkojan. Bart hoppar från trädkojan till hustaket då han ser att flera av hans leksaker har hamnat där och börjar leka med dem på taket. Han upptäcker genom en ventil på taket att Lisa gråter över att Bart är försvunnen, så han berättar genom ventilen att han är på taket och Lisa klättrar dit upp. Lisa berättar för Bart att hela familjen är orolig över honom och han berättar att han insett att han gjort fel och hon accepterar ursäkten. Familjen äter sen tillsammans en sen ny Thanksgivingmiddag.

## Produktion
Avsnittet skrevs av George Meyer och regisserades av David Silverman. Avsnittet skrevs av Meyer som efteråt ansåg att det finns några punkter som han skulle vilja ändra men att det duger ändå som det är. Författarna bestämde sig för att göra ett avsnitt om Thanksgiving efter de upptäckte att ett avsnitt skulle sändas på Thanksgivingdagen under 1990. Idén att Bart skulle klättra på taket kom från Meyers barndom då han brukade klättra upp på taket då han bråkade med sin familj. Greg Berg gör rösten som Rory en av de hemlösa.